# Weissia jamaicensis
Weissia jamaicensis là một loài Rêu trong họ Pottiaceae. Loài này được (Mitt.) Grout miêu tả khoa học đầu tiên năm 1938.